# C.A.H.S. Stadium
C.A.H.S. Stadium – wielofunkcyjny stadion w Charlotte Amalie, na wyspie Saint Thomas, na Wyspach Dziewiczych Stanów Zjednoczonych. Stadion jest własnością Charlotte Amalie High School (C.A.H.S.). Jest obecnie używany głównie do meczów piłki nożnej oraz zawodów lekkoatletycznych.